# Модуль планерування і корекції
Модуль планерування і корекції (рос. Модуль планирования и коррекции, МПК) — розроблений російським підприємством «Базальт» навісний модуль для перетворення звичайних некерованих бомб (зокрема, РБК-500, ФАБ-250 та ФАБ-500 М-62) на планерні бомби, високоточні боєприпаси зі збільшеним радіусом дії.
Вперше представлено на виставці «Аеро Індія-2003», потім в 2009 році на виставці в Росії.
Задум розробника полягав у тому, аби отримати дешеву систему, яку можна встановлювати навіть в польових умовах. Було запропоновано декілька варіантів з різними можливостями:
- некоригована, лише з розкладними крилами, що дає можливість застосування з малих та надмалих висот
- з інерціальною системою наведення, завдяки чому бомба може влучно вражати ціль на відстані до 12-15 км
- з супутниковою та інерціальною системами наведення, ефективна відстань до цілі в такому випадку становить 40-60 км в залежності від параметрів скидання (висота, швидкість носія, тощо)
- те саме що і попередній, з додатковим пульсуючим повітряно-реактивним двигуном.

На початку травня 2023 року російська пропаганда повідомила про створення неназваним виробником подібного модуля для бомб ФАБ-250.

## Бойове застосування

### Російсько-українська війна
На початку січня 2023 року російські користувачі в соціальних мережах поширили фото ФАБ-500М-62 з під'єднаним комплектом, що нагадує JDAM, однак «кустарна» якість виконання може свідчити про використання дослідного зразка.
В березні 2023 року в Куйбишевському районі Донецька впала авіабомба ФАБ-500 біля якої був знайдений механізм корекції польоту. Однак, за зовнішнім виглядом уламків це міг бути дещо схожий комплекс «Гром» розробки російської корпорації «Тактическое ракетное вооружение».
Також наприкінці березня 2023 року речник Повітряних Сил ЗСУ Юрій Ігнат повідомив, що російські військові стали частіше застосовувати крилаті кориговані авіабомби з бойовою частиною масою 500 кг. Російські літаки скидають їх з відстані в десятки кілометрів по цілях в прифронтовій зоні без заходу в зону ураження української протиповітряної оборони.
Надвечір 20 квітня 2023 року під час прольоту над Білгородом з російського Су-34 відокремилось та впало в місто дві фугасних бомби, одна здетонувала, другу відкопали та відправили на полігон для знешкодження через два дні, 22 квітня. Перед інцидентом наближені до російських військових користувачі соціальних мереж повідомляли про активність бойової авіації та можливе застосування УМПК разом з фугасними бомбами. За іншою версією, на місто впали бомби БетАБ-500ШП.
За словами речника Повітряних Сил ЗСУ Юрія Ігната навесні 2023 року темп застосування зріс до 20 скидань на добу.
В липні 2023 року українські правоохоронці стали повідомляти про застосування росією керованих авіабомб на основі ФАБ-250. Однак, про конкретну модель використаного модуля планування і корекції не повідомлялось. В листопаді 2023 року з'явились повідомлення про застосування модуля разом з разовим бомбовим контейнером (касетною авіабомбою) РБК-500 та касетними бойовими елементами ШОАБ-0,5 в районі села Старомайорське Донецької області.
Можливість скидати бомби зі значної відстані створила для Сил Оборони України значну проблему, оскільки російські літаки, при цьому, залишаються поза зоною ураження більшості наявних в Україні зенітних ракетних комплексів.